# آلکان بوردر (آلاسکا)
آلکان بوردر (به انگلیسی: Alcan Border) شهرکی در ناحیه سرشماری ساوت‌ایست فیربنکس، آلاسکا ایالت آلاسکا است که جمعیت آن در سرشماری سال ۲۰۰۰ میلادی ۲۱ نفر بوده‌است.